# Taenaris diops
Taenaris diops är en fjärilsart som beskrevs av Snellen van Vollenhoven 1863. Taenaris diops ingår i släktet Taenaris och familjen praktfjärilar. Inga underarter finns listade i Catalogue of Life.